# Accidente del Tupolev TU-104 en Trípoli
El Accidente del Tupolev TU-104 en Trípoli del 1 de junio de 1970 era un vuelo regular desde Praga, República Checa hasta Trípoli, Libia. El avión se estrelló a segundos antes de aterrizar; unos de los motores falló y el avión se estrelló a diez kilómetros del aeropuerto matando a sus trece ocupantes.

## El vuelo y accidente
El avión estaba en pleno descenso hacia el aeropuerto, cuando reportan el fallo de uno de sus motores y este se apaga, y el avión cayó sobre un desierto; todos sus tripulantes mueren. Se determinó que un fallo en la turbina provocó el accidente.

## Biografía del vuelo
El avión era un TU-104 construido en 1959, operado por la aerolínea Czech Airlines, partiendo desde Praga con dirección a Trípoli.